# Liste der Kulturdenkmäler in Göcklingen
In der Liste der Kulturdenkmäler in Göcklingen sind alle Kulturdenkmäler der rheinland-pfälzischen Ortsgemeinde Göcklingen aufgeführt. Grundlage ist die Denkmalliste des Landes Rheinland-Pfalz (Stand: 14. August 2023).

## Denkmalzonen
| Bezeichnung          | Lage                | Baujahr                        | Beschreibung | Bild            |
| -------------------- | ------------------- | ------------------------------ | --- | --------------- |
| Denkmalzone Friedhof | Friedhofstraße Lage | 19. und frühes 20. Jahrhundert | mehrere Grabmäler des 19. und frühen 20. Jahrhunderts: - Grabmal mit gusseisernem Kreuz in gotisierenden Formen, vermutlich um 1860/70, Sockelinschrift unleserlich, wegen Wiederverwendung rückseitig Granitplatte für Magda Bähr geborene Roth (1840–1919) und andere; jetzt an der Leichenhalle aufgestellt: - Grabmal für Maria-Eva Spitzfaden geborene Heß (1825–1885) und Valentin Spitzfaden (1822–1898) (Bild), gründerzeitliche obeliskenartige Stele mit Draperie und Blumen, bezeichnet H. KRAUL; - Grabmal für Ludwig Hafner (1902–1913), Marmorstele mit Todesgenius | Fotos hochladen |

## Einzeldenkmäler
| Bezeichnung                            | Lage                                                                                          | Baujahr                           | Beschreibung | Bild                           |
| -------------------------------------- | --------------------------------------------------------------------------------------------- | --------------------------------- | --- | ------------------------------ |
| Wegekapelle                            | Friedhofstraße Lage                                                                           | 1718                              | Wegekapelle, barock, bezeichnet 1718 | Fotos hochladen                |
| Hofanlage                              | Hauptstraße 5/7 Lage                                                                          | Ende des 18. Jahrhunderts         | spätbarocke Hofanlage, Ende des 18. Jahrhunderts; Wohnhaus bezeichnet 1798, Nebengebäude 1787 | Fotos hochladen                |
| Hofanlage                              | Hauptstraße 10 Lage                                                                           | 18. Jahrhundert                   | barocke Hofanlage, 18. Jahrhundert; Wohnhaus bezeichnet 1765 und 1773, Fachwerkanbau 1796, Kelter bezeichnet 1801 | Fotos hochladen                |
| Wohnhaus                               | Hauptstraße 47 Lage                                                                           | 17. Jahrhundert                   | barockes Fachwerkwohnhaus, teilweise massiv, 17. Jahrhundert | Fotos hochladen                |
| Wohnhaus                               | Hauptstraße 53 Lage                                                                           | 18. Jahrhundert                   | barockes Fachwerkhaus, teilweise massiv, Krüppelwalmdach, 18. Jahrhundert | Fotos hochladen                |
| Kellerbogen                            | Hundsgasse, an Nr. 1 Lage                                                                     | 1568                              | Kellerbogen, bezeichnet 1568 (Bild) | Fotos hochladen                |
| Mühle                                  | Mühlgasse 7 Lage                                                                              | 1784                              | ehemalige Mühle; herrschaftlicher spätbarocker Krüppelwalmdachbau, bezeichnet 1784, Scheune bezeichnet 1777 | Fotos hochladen                |
| Hofanlage                              | Münsterweg 2 Lage                                                                             | um 1800                           | Vierseithof, um 1800; Fachwerkhaus, teilweise massiv, Krüppelwalmdach, Krüppelwalmdachscheune | Fotos hochladen                |
| Hofanlage                              | Pfaffengasse 8 Lage                                                                           | um 1600                           | Hofanlage; Wohnhaus, im Kern eventuell um 1600, barockes Fachwerk-Obergeschoss, 18. Jahrhundert, Anbau des 19. Jahrhunderts, Renaissance-Torbogen mit Nebenpforte, bezeichnet 1595 (Bild); Gartenmauer mit spätgotischem Portal | Fotos hochladen                |
| Katholische Pfarrkirche St. Laurentius | Schulplatz 3 Lage                                                                             | 1787                              | Saalbau, 1787, Turm 1869; gotische Kirchhofmauer; barockes Steinkruzifix (Bild), bezeichnet 1817 (erneuert) | weitere Bilder Fotos hochladen |
| Katholisches Pfarrhaus                 | Schulplatz 5 Lage                                                                             | 1768                              | ehemaliges katholisches Pfarrhaus; eingeschossiger spätbarocker abgewalmter Mansarddachbau, bezeichnet 1768 | Fotos hochladen                |
| Protestantische Pfarrkirche            | Schulstraße 4 Lage                                                                            | 1789                              | spätbarocker Saalbau, bezeichnet 1788 (Bild) und 1789 | weitere Bilder Fotos hochladen |
| Synagoge                               | Schulstraße, zu Nr. 17 Lage                                                                   | 18. Jahrhundert                   | ehemalige Synagoge; angeblich aus dem 18. Jahrhundert, straßenseitige Öffnungen aus dem 19. Jahrhundert | weitere Bilder Fotos hochladen |
| Haustür                                | Steinstraße, an Nr. 1 Lage                                                                    | erste Hälfte des 19. Jahrhunderts | klassizistische Haustür, erste Hälfte des 19. Jahrhunderts (Bild) | Fotos hochladen                |
| Wohnhaus                               | Steinstraße 5 Lage                                                                            | um 1800                           | nachbarockes Fachwerkhaus, teilweise massiv, Krüppelwalmdach, wohl um 1800 | Fotos hochladen                |
| Hofanlage                              | Steinstraße 9 Lage                                                                            | 16. und 17. Jahrhundert           | Hofanlage, 16. und 17. Jahrhundert; Fachwerkhaus, teilweise massiv, Krüppelwalmdach, bezeichnet 1546, 1549 und 1599 (Bild) | Fotos hochladen                |
| Hofanlage                              | Steinstraße 11 Lage                                                                           | Anfang des 19. Jahrhunderts       | Hofanlage; Fachwerkhaus, Krüppelwalmdach, wohl vom Anfang des 19. Jahrhunderts | Fotos hochladen                |
| Kriegerdenkmal                         | südwestlich des Ortes an der Weinstraße (B 48), auf dem Friedhof der Pfalzklinik Landeck Lage | 1920er Jahre                      | Kriegerdenkmal 1914/18, Monumentalkreuz, 1920er Jahre | weitere Bilder Fotos hochladen |